# Eberhard Schmidt-Aßmann
Eberhard Schmidt-Aßmann (* 13. Februar 1938 in Celle) ist ein deutscher Rechtswissenschaftler und emeritierter Hochschullehrer.

## Leben
Schmidt-Aßmann legte 1958 am humanistischen Gymnasium Ernestinum in Celle sein Abitur ab.
Danach studierte er Rechtswissenschaften und klassische Philologie an den Universitäten Göttingen und Genf. Seine Staatsexamina absolvierte er 1963 und 1968. Bereits 1966 war er in Göttingen mit der Arbeit Der Verfassungsbegriff in der deutschen Staatslehre der Aufklärung und des Historismus. Untersuchungen zu den Vorstufen eines hermeneutischen Verfassungsdenkens promoviert worden. 1971 folgte dort seine Habilitation mit der Schrift Grundfragen des Städtebaurechts mit der Venia legendi für Öffentliches Recht. Nach einer Professorentätigkeit ab 1972 an der Ruhr-Universität Bochum lehrte Schmidt-Aßmann seit 1979 an der Universität Heidelberg bis zu seiner Emeritierung im Jahr 2006. Die Gründung des Instituts für deutsches und europäisches Verwaltungsrecht an der dortigen Juristischen Fakultät geht auf seine Anregungen zurück.
Nach seiner Emeritierung war Schmidt-Aßmann bis 2012 Leiter der Forschungsstätte der Evangelischen Studiengemeinschaft e. V. – FEST – in Heidelberg.
Schmidt-Aßmann war Mitglied des Wissenschaftsrates (1993–1999), in den Jahren 1988 bis 1996 zudem gewählter Fachgutachter der Deutschen Forschungsgemeinschaft und sechs Jahre Mitglied der Ständigen Deputation des Deutschen Juristentages.
Zeitweilig war er als Richter im Nebenamt am Oberverwaltungsgericht für das Land Nordrhein-Westfalen und am Verwaltungsgerichtshof Baden-Württemberg tätig. Das Studienjahr 1997/1998 verbrachte er als Fellow am Wissenschaftskolleg zu Berlin. 2007–2010 war er Mitglied der Kammer für öffentliche Verantwortung der Evangelischen Kirche in Deutschland.
Schmidt-Aßmann ist Mitglied der Berlin-Brandenburgischen Akademie der Wissenschaften und der Akademie für Raumforschung und Landesplanung, Hannover.
Die Universität Athen hat ihm 1999 die Würde eines Ehrendoktors verliehen. 2009 folgten die Ehrendoktorwürde der Universität Huelva und 2017 die der Universität Rom.
Schmidt-Aßmann ist verheiratet mit Ulrike Schmidt-Aßmann geb. Knoke. Er ist Mitglied der Studentenverbindung Corps Bremensia Göttingen.

## Wissenschaftliche Schwerpunkte
In seinem wissenschaftlichen Werk geht es Schmidt-Aßmann darum, die Möglichkeiten und Grenzen aufzuzeigen, wie das Verfassungs- und das Verwaltungsrecht auf Staat und Gesellschaft Einfluss nehmen und die Rechte des Einzelnen sichern können. Er betont dabei die enge Verzahnung des deutschen, europäischen und internationalen Rechts und die Bedeutung der Rechtsvergleichung.
Schwerpunkte seiner Arbeit sind das Allgemeine Verwaltungs- und Verwaltungsverfahrensrecht, das Verwaltungsorganisationsrecht sowie aus dem Besonderen Verwaltungsrecht das Städtebaurecht, das Umweltrecht und das Wissenschaftsrecht.
In den 1990er Jahren gehörte Schmidt-Aßmann zusammen mit Michael Kloepfer u. a. zu den Verfassern des Professorenentwurfs für ein Umweltgesetzbuch.
Gemeinsam mit Wolfgang Hoffmann-Riem veranstaltete Schmidt-Aßmann zwischen 1991 und 2003 insgesamt zehn Rundgespräche zur Reform des Verwaltungsrechts, deren Ergebnisse in den „Schriften zur Reform des Verwaltungsrechts“ (Nomos Verlag) dokumentiert sind. Ihre Fortsetzung fanden die Reformüberlegungen in dem ebenfalls zusammen mit Wolfgang Hoffmann-Riem und Andreas Voßkuhle herausgegebenen dreibändigen Werk „Grundlagen des Verwaltungsrechts“.

## Schriften (Auswahl)
- Der Verfassungsbegriff in der deutschen Staatslehre der Aufklärung und des Historismus. Duncker & Humblot, Berlin 1967.
- Grundfragen des Städtebaurechts. Schwartz, Göttingen 1972.
- Das allgemeine Verwaltungsrecht als Ordnungsidee. Springer, Berlin 1998; 2. Auflage 2004. (Übersetzungen: Spanisch 2003, Japanisch 2006, Chinesisch 2009, Polnisch 2011)
- Grundrechtspositionen und Legitimationsfragen im öffentlichen Gesundheitswesen. Walter de Gruyter, Berlin/New York 2001.
- Aufgaben und Perspektiven verwaltungsrechtlicher Forschung. Aufsätze 1975–2005. Mohr Siebeck, Tübingen 2006.
- Verwaltungsrechtliche Dogmatik. Mohr Siebeck, Tübingen 2013. (Übersetzungen: Portugiesisch 2016, Koreanisch 2020, Spanisch 2021)
- Kohärenz und Konsistenz des verwaltungsgerichtlichen Rechtsschutzes. Mohr Siebeck, Tübingen 2015.
- Das Verwaltungsrecht der Vereinigten Staaten von Amerika. Grundlagen und Grundzüge aus deutscher Sicht. Nomos, Baden-Baden 2021, ISBN 978-3-8487-7833-1.
- mit Wolfgang Hoffmann-Riem und Andreas Voßkuhle (Hrsg.): Grundlagen des Verwaltungsrechts. C. H. Beck, München 1. Auflage 2006/2009; 2. Auflage 2012/2013.